# Neujahrskranz
Der Münsterländer Neujahrskranz gehört zum klassischen Neujahrsgebäck. Seine Form und Zutaten haben eine starke symbolische Bedeutung.

## Herkunft

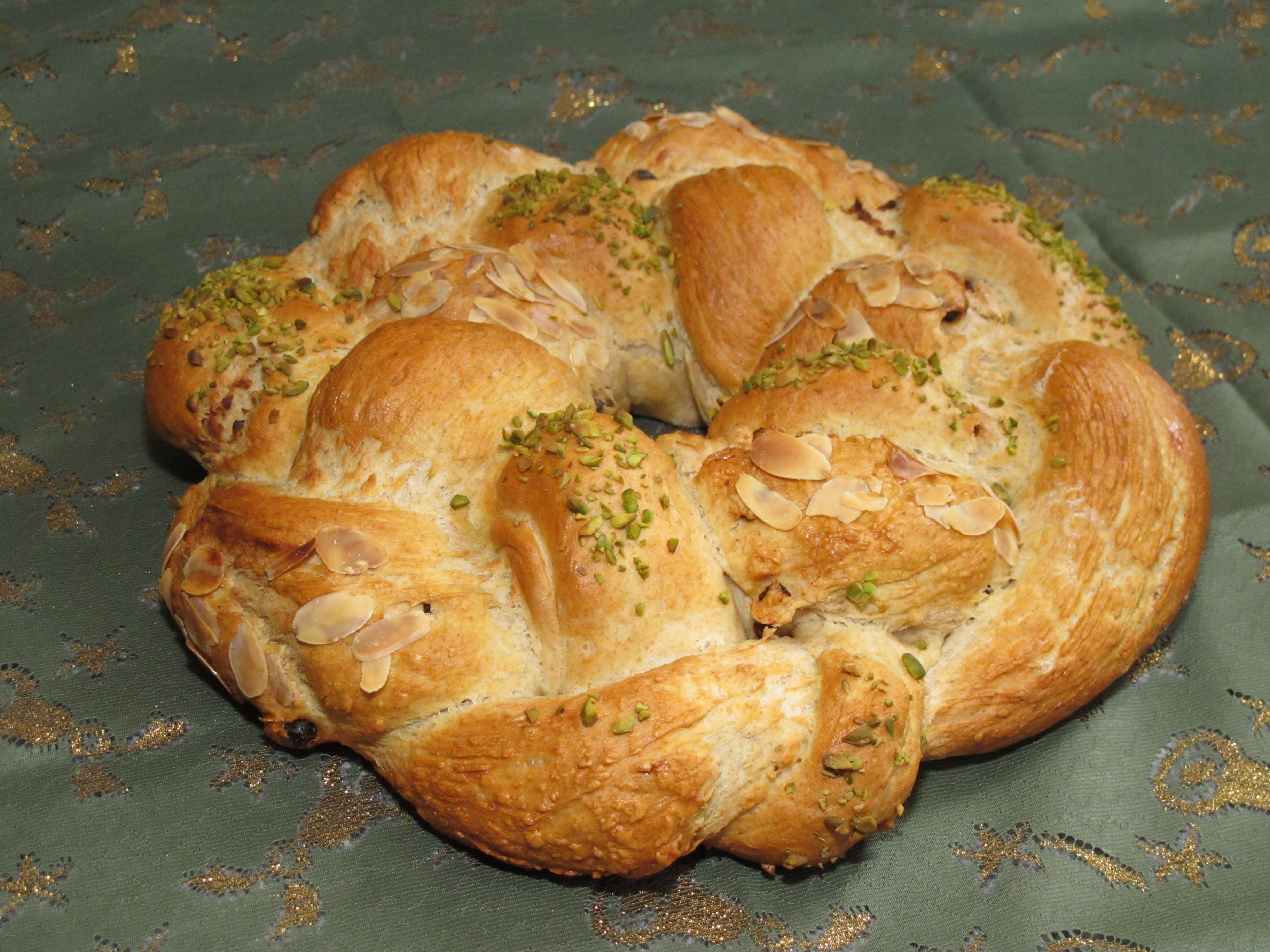
Münsterländer Neujahrskranz

Brot ist eines der ältesten und wichtigsten Nahrungsmittel der Menschen. Darüber hinaus hat es auch starke symbolische Bedeutung.
In Nordrhein-Westfalen und besonders im Münsterland ist es Tradition, zu verschiedenen Feiertagen und Festen Gebäck als Glücksbringer zu verschenken, um Familien, Freunden und Bekannten damit einen besonderen Segen weiterzugeben. So gibt es beispielsweise zu Ostern das Osterbrot, den Osterkranz oder Osterfladen, zu Nikolaus den Stutenkerl und zur Geburt eines Kindes den Kroamstuten.
Der Neujahrskranz hat in Nordrhein-Westfalen eine lange Tradition. Er ist eine besondere Form des weit verbreiteten Neujahrsgebäcks. Es ist ein aus mehreren, zum Teil unterschiedlichen Teigsträngen geflochtenes Hefegebäck, welches traditionell zum Jahreswechsel gebacken und an Bekannte und Freunde verschenkt wird, die man am Neujahrstag trifft. Es soll den Beschenkten mit guten Wünschen in das neue Jahr begleiten.
Auch im Saarland kennt man die Tradition des Neujahrskranzes. Das Patenkind muss am Neujahrstag seinen Taufpaten bzw. die Patin besuchen und ein gutes Neues Jahr wünschen. Dabei sagt es den folgenden Spruch auf: „Prost Neijoohr, e Brezzel wie e Scheierdoor, e Kranz wie e Oweplatt, do werre ma allegar vun satt.“ (Hochdeutsch: Prosit Neujahr, eine Brezel wie ein Scheunentor, ein Kranz wie eine Ofenplatte, da werden wir all 'von satt.). Jungen bekommen normalerweise eine Hefebrezel, Mädchen den Hefekranz.

## Zutaten
Der Kranz besteht aus einem Hefeteig, der aus verschiedenen hellen Mehlsorten in der klassischen Zubereitung hergestellt wird. Neben Weizenmehl können Weizenvollkornmehl, Dinkelmehl und Dinkelvollkornmehl verwendet werden. Das Verhältnis der Vollkornmehle zu den anderen Mehlen sollte 1:3 betragen. Der Teig wird als klassischer Hefeteig mit Hefe, Milch und etwas Butter zubereitet und nach dem Kneten dann für die meist drei Teigstränge geteilt. Die Teigstränge werden mit Rosinen, Marzipan, gehackten Mandeln, gehackten Pistazien und Weinbrand gefüllt.

## Bedeutung des Kranzes
Die Zutaten, die bei dem Kranz verwendet werden, wie auch die Kranzform haben symbolische Bedeutung:
- Der erste Teigstrang ist mit einer Mischung aus Marzipan, Mandeln, Pistazien und Weinbrand gefüllt. Er steht für Freude und Glück, die das neue Jahr dem Beschenkten bringen soll.
- In den zweiten Strang werden Rosinen geknetet. Sie stehen für Gesundheit und Kraft. Der dritte Strang hat im Brotteig keine weiteren Zusätze und steht für Natürlichkeit, Erdung, Besinnung auf Wesentliches und sich selbst.
- Die Kranzform steht für ein gelungenes Jahr. Das Geflecht macht deutlich, das es für das gelingen des Jahres alle drei Elemente braucht: Freude, Glück, Gesundheit, Kraft aber auch ein gutes Gespür für sich selbst, die eigenen Bedürfnisse, das Erkennen eigener Grenzen und Potentiale und das sich selbst treu bleiben.